# Los desenterrados de Le Tréport
Los desenterrados de Le Tréport (Les Témoins en V. O.) es una serie televisiva policiaca francesa producida en 2014 por Marc Herpoux y Hervé Hadmar.
El primer estreno tuvo lugar el 22 de noviembre de 2014 en la cadena televisiva belga: La Une, y en Francia a partir del 8 de marzo de 2015 a través de France 2. France 2 estrena el 15 de marzo de 2017 la segunda temporada con la incorporación de Audrey Fleurot al elenco en sustitución de Thierry Lhermitte. 

## Premisa
La serie está ambientada en la localidad costera de Le Tréport, Normandía. Varios cadáveres recientemente enterrados fueron sustraídos de sus tumbas para ser abandonados a simple vista dentro de casas prefabricadas a la venta.
El reparto está formado por Thierry Lhermitte en el papel del anterior jefe de policía Paul Maisonneuve, supuesto implicado en los asesinatos; y Jan Hammenecker y Marie Dompnier como los detectives Justin y Sandra respectivamente.

## Reparto
- Marie Dompnier es Tte. Sandra Winckler
- Thierry Lhermitte es Exjefe de Policía Paul Maisonneuve.
- Laurent Lucas es Kaz Gorbier.
- Mehdi Nebbou es Eric.
- Jan Hammenecker es Detective Justin.
- Catherine Mouchet es Actual Jefe de Policía Maxine "Max" Dubreuil.
- Roxane Duran es Laura.
- Frédéric Bouraly es Philippe.